# Giro del Belgio 1973
Il Giro del Belgio 1973, cinquantasettesima edizione della corsa, si svolse in cinque tappe, precedute da un cronoprologo iniziale, tra l'8 e il 13 aprile 1973, per un percorso totale di 921,3 km e fu vinto dal danese Leif Mortensen.

## Tappe
| Tappa  | Data      | Percorso                     | km    | Vincitore di tappa | Leader cl. generale |
| ------ | --------- | ---------------------------- | ----- | ------------------ | ------------------- |
| Prol.  | 8 aprile  | Ostenda (Cron. a squadre)    | 8     | Rokado             |                     |
| 1ª     | 9 aprile  | Ostenda > Zottegem           | 193,5 | Walter Godefroot   |                     |
| 2ª     | 10 aprile | Zottegem > Dampremy          | 168,5 | Roger Swerts       |                     |
| 3ª     | 11 aprile | Dampremy > Dinant            | 169   | Walter Planckaert  |                     |
| 4ª     | 12 aprile | Dinant > Gand                | 225   | Edward Janssens    |                     |
| 5ª-1ª  | 13 aprile | Gand > Nivelles              | 135   | Guido Van Sweevelt |                     |
| 5ª-2ª  | 13 aprile | Nivelles (Cron. individuale) | 22,3  | Leif Mortensen     | Leif Mortensen      |
| Totale | Totale    | Totale                       | 921,3 |                    |                     |

## Dettagli delle tappe

### Prologo
- 8 aprile: Ostenda – Cronometro a squadre – 8 km

Risultati
| Pos. | Squadra            | Tempo  |
| ---- | ------------------ | ------ |
| 1    | Rokado-De Gribaldy | 12'16" |
| 2    | Watney-Maes        | a 6"   |
| 3    | Bic                | s.t.   |

### 1ª tappa
- 9 aprile: Ostenda > Zottegem – 193,5 km

Risultati
| Pos. | Corridore              | Squadra  | Tempo    |
| ---- | ---------------------- | -------- | -------- |
| 1    | Walter Godefroot       | Flandria | 4h55'00" |
| 2    | Albert Van Vlierberghe | Rokado   | s.t.     |
| 3    | Eddy Merckx            | Molteni  | a 17"    |

### 2ª tappa
- 10 aprile: Zottegem > Dampremy – 168,5 km

Risultati
| Pos. | Corridore              | Squadra | Tempo    |
| ---- | ---------------------- | ------- | -------- |
| 1    | Roger Swerts           | Molteni | 4h05'00" |
| 2    | Eddy Merckx            | Molteni | s.t.     |
| 3    | Albert Van Vlierberghe | Rokado  | s.t.     |

### 3ª tappa
- 11 aprile: Dampremy > Dinant – 169 km

Risultati
| Pos. | Corridore         | Squadra     | Tempo    |
| ---- | ----------------- | ----------- | -------- |
| 1    | Walter Planckaert | Watney-Maes | 4h39'20" |
| 2    | José Catieau      | Bic         | a 5"     |
| 3    | Georges Pintens   | Rokado      | s.t.     |

### 4ª tappa
- 12 aprile: Dinant > Gand – 225 km

Risultati
| Pos. | Corridore              | Squadra | Tempo    |
| ---- | ---------------------- | ------- | -------- |
| 1    | Edward Janssens        | Molteni | 6h36'35" |
| 2    | Herman Van Springel    | Rokado  | a 2'09"  |
| 3    | Albert Van Vlierberghe | Rokado  | a 2'46"  |

### 5ª tappa-1ª semitappa
- 13 aprile: Gand > Nivelles – 135 km

Risultati
| Pos. | Corridore          | Squadra   | Tempo    |
| ---- | ------------------ | --------- | -------- |
| 1    | Guido Van Sweevelt | Watney    | 3h38'40" |
| 2    | Hervé Vermeeren    | Hertekamp | s.t.     |
| 3    | Ludo Delcroix      | Flandria  | a 50"    |

### 5ª tappa-2ª semitappa
- 13 aprile: Nivelles – Cronometro individuale – 22,3 km

Risultati
| Pos. | Corridore          | Squadra | Tempo  |
| ---- | ------------------ | ------- | ------ |
| 1    | Leif Mortensen     | Bic     | 29'05" |
| 2    | René Pijnen        | Bic     | s.t.   |
| 3    | Antoine Houbrechts | Rokado  | a 38"  |

## Classifiche finali

### Classifica generale
| Pos. | Corridore              | Squadra   | Tempo     |
| ---- | ---------------------- | --------- | --------- |
| 1    | Leif Mortensen         | Bic       | 24h28'58" |
| 2    | Herman Van Springel    | Rokado    | a 19"     |
| 3    | René Pijnen            | Bic       | a 42"     |
| 4    | Albert Van Vlierberghe | Rokado    | a 1'16"   |
| 5    | Walter Godefroot       | Flandria  | a 1'38"   |
| 6    | Frans Verbeeck         | Watney    | a 1'53"   |
| 7    | Antoine Houbrechts     | Rokado    | a 3'40"   |
| 8    | Walter Planckaert      | Watney    | a 4'17"   |
| 9    | Roger Rosiers          | Bic       | a 4'23"   |
| 10   | Noël Vanclooster       | Ijsboerke | a 5'26"   |

### Classifica a punti
| Pos. | Corridore              | Squadra | Punti |
| ---- | ---------------------- | ------- | ----- |
| 1    | Albert Van Vlierberghe | Rokado  | ?     |

### Classifica a squadre
| Pos. | Squadra            | Tempo |
| ---- | ------------------ | ----- |
| 1    | Rokado-De Gribaldy | ?     |